# Варта
Ва́рта (пол. Warta) — река в Польше, правый приток Одры (Одера). Длина — 808 км, площадь водосборного бассейна — 53,7 тыс. км². Средний годовой расход воды — 215 м³/с.
Исток на Малопольской возвышенности, пересекает Краковско-Ченстоховскую возвышенность, далее течёт по Великопольской низменности. Ледостав нерегулярен. На протяжении 350 км зарегулирована шлюзами. Судоходна до Познани.
На Варте расположены города Заверце, Ченстохова, Мстув, Познань, Гожув-Велькопольски, Голина.
В военной истории река стала известна событиями Семилетней войны, в которых принимала участие армия Фермора (1758 год). Также 30 января 1813 года на берегах Варты произошло столкновение между отрядом генерала Чернышёва и польской конницей Гедройца.

## Притоки
- Нотець
- Обра
- Просна
- Лисварта
- Велна
- Москава

## В культуре
Варта, наряду с Вислой, упоминается в Польском национальном гимне.